# Walter Anthony (Fußballspieler)
Walter Anthony (* 21. November 1879 in Basford; † 26. Januar 1950 ebenda) war ein englischer Fußballspieler. Der Außenstürmer gewann mit den Blackburn Rovers 1912 eine Meisterschaftsmedaille.

## Karriere
Walter Anthony, dessen ältere Brüder George und Henry First-Class-Cricket für Nottinghamshire spielten, war im Lokalfußball von Derbyshire für Osmaston und Heanor Town aktiv, bevor er für den Arnold FC in der Notts and District League spielte. Von dort wechselte er im Februar 1904 für eine Ablöse von £25 zum Erstdivisionär Nottingham Forest. Bei Nottingham blieb er überwiegend im Reserveteam aktiv, nach seinem Debüt in der First Division am 3. April 1904 gegen den FC Middlesbrough (Endstand 1:1), folgten in der Saison 1904/05 im November und Dezember insgesamt sechs weitere Ligaeinsätze als linker bzw. rechter Außenstürmer. 
Im Mai 1905 verließ er den Klub wieder und schloss sich dem in der Southern League aktiven Klub Brighton & Hove Albion an. Dort bestritt er, zumeist auf dem rechten Flügel, in zweieinhalb Jahren 119 Pflichtspiele und erzielte 13 Treffer, bevor er gemeinsam mit seinen beiden Mannschaftskameraden Dick Wombwell und Joe Lumley im Februar 1908 für eine „beträchtliche Summe“ vom Erstligisten Blackburn Rovers verpflichtet wurde. Ausschlaggebend für die Verpflichtung soll dabei die Erstrundenpaarung im FA Cup 1907/08 gegen Preston North End gewesen sein, als sich Brighton nach zwei Wiederholungsspielen gegen den Favoriten durchsetzte.
Obwohl Anthony dazu neigte „trotz vielversprechender Anlagen oftmals zu enttäuschen“, besetzte er in den folgenden fünf Spielzeiten zumeist die linke Außenbahn der Rovers. Dabei profitierte er von seiner Fähigkeit „punktgenaue Flanken aus vollem Lauf schlagen“ zu können ebenso wie von seiner Beidfüßigkeit, seiner Schnelligkeit und seiner trickreichen Spielweise. In seinen ersten beiden vollständigen Spielzeiten bei Blackburn belegte er in der Meisterschaft den 4. bzw. 3. Platz, bevor es für das Team in der Saison 1910/11 nur noch zu Platz 12 reichte.
Obwohl die Besetzung von Blackburns Sturmreihe in der Saison 1911/12 regelmäßig wechselte und insbesondere die Besetzung der Mittelstürmerposition Probleme bereitete, kämpfte man sich dank einer Erfolgsserie, während der man von Ende Dezember bis Mitte April nur ein Ligaspiel verlor, an die Tabellenspitze. Im FA Cup 1911/12, den die Rovers bis dahin fünf Mal gewonnen hatten (zuletzt 1890), erreichte man das zweite Mal in Folge das Halbfinale, scheiterte dort aber Anfang April im Wiederholungsspiel an West Bromwich Albion. Wenige Wochen später traf man in der Liga erneut auf West Bromwich und gewann durch einen 4:1-Heimsieg den ersten Meistertitel der Vereinsgeschichte; Anthony hatte hierzu mit einem Treffer in 27 Einsätzen beigetragen. Ein weiterer Erfolg gelang am 4. Mai 1912 im Charity Shield, in dem man den Meister der Southern League, die Queens Park Rangers, durch zwei Treffer von Mittelstürmer Walter Aitkenhead mit 2:1 besiegte.
Mit der Ankunft des zehn Jahre jüngeren Joe Hodkinson Anfang 1913 wurden Einsätze von Anthony deutlich seltener. Nachdem er zuletzt im Februar 1914 zum Einsatz gekommen war – sein einziger Einsatz in der Saison 1913/14, die Blackburn erneut als Meister beendete – wechselte er schließlich im Januar 1915 zu Stalybridge Celtic in die Lancashire Combination. Zuvor hatten die Rovers im April 1914 erfolgreich beim Ligakomitee um Erlaubnis für eine Sonderzahlung an Anthony gebeten.